# Друїди (фільм)
Друїди (фр. Vercingétorix: La Légende du druide roi — букв: «Венцігеторикс: Легенда про короля друїдів») — французька епічна історична драма 2001 року режисера Жака Дорфмана. У головних ролях знялися Крістофер Ламберт, Клаус Марія Брандауер, Інес Састре, Марія Каварджикова, Бернар-П'єр Доннадьє та Макс фон Сюдов.
У фільмі розповідається про гальського вождя Верцінгеторикса від його дитинства до війни проти римського панування Юлія Цезаря. Кульмінацією фільму стає вирішальна битва при Алезії.
Роман Нормана Спінреда «Король друїдів» є похідним твором ранньої версії сценарію цього фільму.

## Сюжет
У 60 році до нашої ери в Галлії вождь друїдів Гутуарт і його плем'я стали свідками прольоту комети та інтерпретували це як ознаку приходу нового короля Галлії. Гуттуарт їде на збори вождів до Герговії, столиці арвернів. Молодий хлопець Верцінгеторикс разом із молодою дівчиною Епонією пробираються до печери, де проводить зустрічі Келтіль, батько Верцінгеторикса та вождь арвернів. Келтіль має намір проголосити себе королем Галлії, і коли він демонструє корону, яку колись носили старі королі, переодягнений римський шпигун стріляє в нього. Гобаніттіо, брат Селтіля, ув'язнює Селтіля, а шпигун тікає з короною. Верцінгеторикс намагається зв'язатися зі своїм батьком, але Гуттуарт заважає хлопцеві втрутитися і пояснює, що Селтіль має зустрітися зі своєю долею. Юний Верцінгеторикс, спостерігаючи, як дядько живцем спалює його батька, клянеться помститися.
Через роки дорослий Верцінгеторикс продовжує мстити своєму дядькові. Він і Гуттуарт йдуть на дорогу, яку будували римляни, але Гуттуарт тікає, побачивши наближення Юлія Цезаря та його легіонерів. Цезар визнає Верцінгеторикса лідером арвернів і запрошує його взяти участь у вторгненні до Британії. Верцінгеторикс повертається до Герговії та мстить за смерть свого батька, убивши Гобаніттіо, а потім розповідає своєму племені про пропозицію Цезаря віддати половину здобичі, якщо плем'я приєднається до експедиції до Британії. У столиці племені едуїв Бібракте різні вожді збираються, щоб послухати, як Цезар розповідає про свій план вторгнення. Вождь едуїв Думнорікс налаштований скептично, тому Цезар бере його дітей у заручники.
Верцінгеторикс возз'єднується з Епонією на приватній зустрічі з Цезарем, де Цезар відкриває корону царів Галлії та пропонує Риму обрати Верцингеторикса царем об'єднаних племен; Верцінгеторикс відмовляється, кажучи, що короля має обирати доля. Коли Думнорікс атакує римський гарнізон, Цезар наказує Верцінгеториксу схопити його. Верцінгеторикс знаходить Думнорікса, який розповідає йому, що це римляни організували смерть його батька. Двоє римських офіцерів, які слідкували за Верцінгеториксом, вбивають Думнорікса. Верцінгеторикс вбиває одного римлянина, а іншого відправляє назад до Цезаря, щоб повідомити, що той став його ворогом, а не союзником.
Верцінгеторикс, після обрання лідером арвернів у Герговії, використовує тактику випаленої землі проти римлян. Після того, як Верцінгеторикс знищує гарнізон в Аварікумі, Цезар наказує вбити галльських жителів Аварікума, а потім веде свою армію до Герговії. Едуени також прибувають до Герговії, але вони раптово розривають свій союз із Римом через розправу Цезаря над Аварікумом. Цезар проклинає всіх галлів і відступає.
Галльські вожді обирають Верцінгеторикса головнокомандувачем об'єднаної галльської армії, а Цезар укладає угоду з тевтонцями на річці Рейн. Верцінгеторикс відправляється в Алезію, але туди також прибуває Цезар з великою армією. Під час битви при Алезії римляни швидко будують коло облогових укріплень навколо міста, захопивши Верцінгеторикса та його війська в пастку. Проблеми з вибором командира цієї галльської армії допомоги затримують її прибуття, але вони нарешті досягають поля бою. Верцінгеторикс наказує новим силам оточити римлян, захопивши їх в облогу між двома галльськими силами. Цезар усвідомлює, що його армія помре від голоду, але доля втручається, коли галли вимагають від Верцінгеторікса повести їх у битву, яка, на їхню думку, буде вирішальною. Верцінгеторикс неохоче погоджується, і галльські воїни кидаються до римських укріплень. Укріплення виявляються грізними, римляни пускають залпи стріл і списів, і Цезар пускає тевтонів у бій. Галли зазнають поразки, підкорені римлянами, і Верцінгеторикс складає зброю і стає на коліна перед Цезарем.
Фільм закінчується розповіддю Гуттуарта про те, що Верцінгеторикс, ув'язнений у Римі, був страчений за наказом Цезаря; через два роки Цезаря було вбито на сходах римського сенату.

## Акторський склад
- Крістофер Ламберт — Верцінгеторикс
- Клаус Марія Брандауер — Юлій Цезар
- Макс фон Сюдов — Гуттуарт
- Інес Састре — Епонія
- Дені Шарве — Веркассівелаун
- Бернар-П'єр Доннадьє в ролі Думнорікса
- Венсан Москато в ролі Москатоса
- Жан-П'єр Рів — тевтонський вождь
- Марія Каварджикова — Рія
- Янніс Барабан — Літавікк